# The Green Hornet

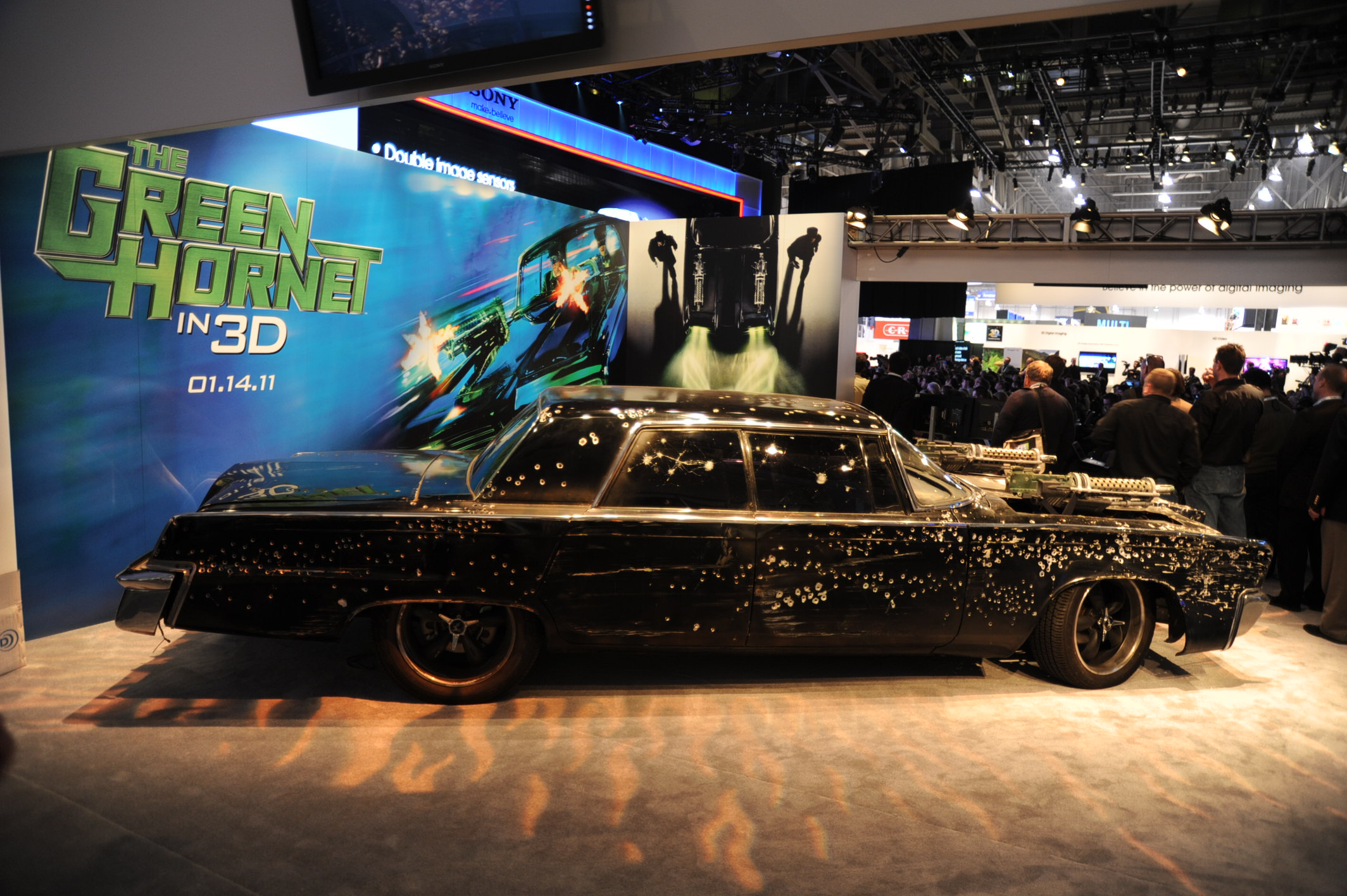
En Black Beauty som användes till filmen.

The Green Hornet är en amerikansk superhjälte actionkomedifilm från 2011 i regi av Michel Gondry. Filmen är baserad på radioprogrammet med samma namn.

## Handling
Britt Reid (Seth Rogen) får ärva sin fars tidningsförlag efter hans död. Britt får senare träffa betjänten Kato (Jay Chou) och under ett samtal bestämmer de sig att bli maskerade brottsbekämpare. Snart börjar det stå om The Green Hornet, Britts smeknamn, överallt i tidningarna. Samtidigt så försöker den paranoide gangstern Benjamin Chudnofsky (Christoph Waltz) planera att ansluta till alla brottsfamiljer i Los Angeles och organisera en Super-Maffia.

## Rollista (i urval)
- Seth Rogen - Britt Reid/The Green Hornet
- Jay Chou - Kato
- Christoph Waltz - Benjamin Chudnofsky
- Cameron Diaz - Lenore "Casey" Case
- Tom Wilkinson - James Reid
- Edward James Olmos - Mike Axford
- Edward Furlong - Tupper
- Analeigh Tipton - Ana Lee
- David Harbour - Frank Scanlon
- James Franco - Danny "Crystal" Clear

## Om filmen
Britt Reid är till skillnad från andra versioner där han är seriös medan i denna film är mer skämtsam.

## Mottagande
Filmen möttes av negativa recensioner av kritiker i Sverige, några exempel:
- Aftonbladet: 2/5[2]
- Expressen: 2/5[3]
- Svenska Dagbladet: 3/6 [4]
- MovieZine: 4/5[5]
- Göteborgs-Posten: 2/5[6]